# Piero Tosi
Piero Tosi (ur. 10 kwietnia 1927 w Sesto Fiorentino, zm. 10 sierpnia 2019 w Rzymie) – włoski kostiumograf filmowy i teatralny. Pięciokrotnie nominowany do Oscara za najlepsze kostiumy, jako pierwszy i jedyny kostiumograf został laureatem Honorowego Oscara za całokształt twórczości (2014).

## Życiorys
Urodził się w Toskanii. Ukończył Akademię Sztuk Pięknych we Florencji, gdzie studiował w klasie malarza Ottone Rosai. W czasie studiów poznał dekoratora wnętrz i późniejszego reżysera Franco Zeffirellego. To właśnie Zeffirelli wprowadził go do branży filmowej, zapoznając Tosiego z Luchino Viscontim.
Tosi zasłynął wystawnymi historycznymi kostiumami do filmów i spektakli Viscontiego, z którym od końca lat 40. stale współpracował. Zaprojektował kostiumy do takich filmów Viscontiego, jak m.in.: Najpiękniejsza (1951), Zmysły (1954), Białe noce (1957), Rocco i jego bracia (1960), Lampart (1963, nominacja do Oscara), Obcy (1967), Zmierzch bogów (1969), Śmierć w Wenecji (1971, nominacja do Oscara), Ludwig (1973, nominacja do Oscara), Niewinne (1976).
Ubierał największe gwiazdy włoskiego i światowego kina, teatru i opery: Annę Magnani, Claudię Cardinale, Alaina Delona, Burta Lancastera, Sophię Loren, Marcello Mastroianniego, Marię Callas, Dirka Bogarde'a, Silvanę Mangano i Plácido Domingo.
Poza Viscontim pracował sporadycznie dla takich twórców włoskiego i europejskiego kina, jak m.in. Mauro Bolognini (Piękny Antonio, 1960), Vittorio De Sica (Wczoraj, dziś, jutro, 1963), Mario Monicelli (Towarzysze, 1963), Marco Ferreri (Kobieta-małpa, 1964), Pier Paolo Pasolini (Medea, 1969), Liliana Cavani (Nocny portier, 1974), Édouard Molinaro (Klatka szaleńców, 1978, nominacja do Oscara), Franco Zeffirelli (Traviata, 1982, nominacja do Oscara), Gianni Amelio (Klucze do domu, 2004).
Tosi zmarł po długiej chorobie w 2019 w swojej rzymskiej posiadłości. Nigdy nie miał żony ani dzieci. Pochowany został w kaplicy rodziny Zeffirellich na cmentarzu Porte Sante we Florencji.